# أسلام أباد (ديمكاران)
أسلام أباد (بالفارسية: اسلام‌آباد) هي قرية تقع في إيران في قسم دیمکاران الريفي. يقدر عدد سكانها بـ 162 نسمة بحسب إحصاء 2016.